# Haworthia bayeri
Haworthia bayeri ist eine Pflanzenart der Gattung Haworthia in der Unterfamilie der Affodillgewächse (Asphodeloideae). Das Artepitheton bayeri ehrt den südafrikanischen Entomologen und Pflanzenliebhaber Martin Bruce Bayer (* 1935), der sich auf die Pflanzengattung Haworthia spezialisiert hat.

## Beschreibung
Haworthia bayeri wächst stammlos. Die 15 bis 20 gestutzten Laubblätter bilden eine Rosette mit einem Durchmesser von bis zu 8 Zentimetern. Die dunkel bräunlichgrüne bis schwärzliche Blattspreite ist an ihrer Spitze gerundet und nicht spitz. Die Blattoberfläche ist rau. Blattrand und Blattkiel sind ganzrandig oder fein bedornt. Die opake, wolkig-durchscheinende Endfläche weist eine spärliche netzartige Musterung oder Längsstreifen auf.
Der Blütenstand erreicht eine Länge von bis zu 30 Zentimeter und besteht aus 15 bis 25 Blüten.

## Systematik und Verbreitung
Haworthia bayeri ist in der südafrikanischen Provinz Westkap in der Kleinen Karoo verbreitet.
Die Erstbeschreibung durch J. D. Venter und Steven A. Hammer wurde 1997 veröffentlicht.
Ein Synonym ist Haworthia uniondalensis hort. (ohne Jahr, nom. inval. ICBN-Artikel 29.1).

## Nachweise